# Slowaaks curlingteam (mannen)
Het Slowaakse curlingteam vertegenwoordigt Slowakije in internationale curlingwedstrijden.

## Geschiedenis
Slowakije nam voor het eerst deel aan een groot toernooi tijdens het Europees kampioenschap van 2004 in de Bulgaarse hoofdstad Sofia. Sindsdien heeft het land aan elk continentaal kampioenschap deelgenomen. Tot 2013 kwam het land steeds uit in de B-divisie. In dat jaar konden de Slowaken echter geen enkele wedstrijd winnen op het Europees kampioenschap, waardoor ze degradeerden naar de C-divisie. Het land klom echter uit het dal en mocht in 2017 eenmalig aantreden in de A-divisie. Sedertdien pendelt het land echter weer tussen de tweede en derde afdeling.

## Slowakije op het Europees kampioenschap
| Jaar | Plaats        | Skip              | WG            | W             | V             | PV            | PT            |
| ---- | ------------- | ----------------- | ------------- | ------------- | ------------- | ------------- | ------------- |
| 1993 | Geen deelname | Geen deelname     | Geen deelname | Geen deelname | Geen deelname | Geen deelname | Geen deelname |
| 1994 | Geen deelname | Geen deelname     | Geen deelname | Geen deelname | Geen deelname | Geen deelname | Geen deelname |
| 1995 | Geen deelname | Geen deelname     | Geen deelname | Geen deelname | Geen deelname | Geen deelname | Geen deelname |
| 1996 | Geen deelname | Geen deelname     | Geen deelname | Geen deelname | Geen deelname | Geen deelname | Geen deelname |
| 1997 | Geen deelname | Geen deelname     | Geen deelname | Geen deelname | Geen deelname | Geen deelname | Geen deelname |
| 1998 | Geen deelname | Geen deelname     | Geen deelname | Geen deelname | Geen deelname | Geen deelname | Geen deelname |
| 1999 | Geen deelname | Geen deelname     | Geen deelname | Geen deelname | Geen deelname | Geen deelname | Geen deelname |
| 2000 | Geen deelname | Geen deelname     | Geen deelname | Geen deelname | Geen deelname | Geen deelname | Geen deelname |
| 2001 | Geen deelname | Geen deelname     | Geen deelname | Geen deelname | Geen deelname | Geen deelname | Geen deelname |
| 2002 | Geen deelname | Geen deelname     | Geen deelname | Geen deelname | Geen deelname | Geen deelname | Geen deelname |
| 2003 | Geen deelname | Geen deelname     | Geen deelname | Geen deelname | Geen deelname | Geen deelname | Geen deelname |
| 2004 | 21            | Pavel Kocian      | 7             | 2             | 5             | 47            | 64            |
| 2005 | 23            | Pavol Pitoňák     | 8             | 3             | 5             | 41            | 64            |
| 2006 | 19            | František Pitoňák | 9             | 5             | 4             | 63            | 56            |
| 2007 | 17            | Pavol Pitoňák     | 6             | 3             | 3             | 36            | 35            |
| 2008 | 21            | Pavol Pitoňák     | 8             | 3             | 5             | 40            | 58            |

| Jaar | Plaats | Skip           | WG | W  | V | PV  | PT |
| ---- | ------ | -------------- | -- | -- | - | --- | -- |
| 2009 | 28     | Pavol Pitoňák  | 9  | 1  | 8 | 51  | 62 |
| 2010 | 14     | Pavol Pitoňák  | 9  | 5  | 4 | 48  | 56 |
| 2011 | 24     | Pavol Pitoňák  | 8  | 2  | 6 | 47  | 58 |
| 2012 | 23     | Pavol Pitoňák  | 7  | 2  | 5 | 44  | 48 |
| 2013 | 25     | Pavel Kocian   | 7  | 0  | 7 | 29  | 58 |
| 2014 | 27     | Pavol Pitoňák  | 10 | 6  | 4 | 80  | 66 |
| 2015 | 19     | Juraj Gallo    | 19 | 13 | 6 | 108 | 87 |
| 2016 | 12     | Juraj Gallo    | 11 | 8  | 3 | 84  | 65 |
| 2017 | 10     | Juraj Gallo    | 9  | 1  | 8 | 27  | 76 |
| 2018 | 21     | Pavol Pitoňák  | 7  | 2  | 5 | 53  | 56 |
| 2019 | 25     | Pavol Pitoňák  | 9  | 2  | 7 | 56  | 70 |
| 2021 | 21     | Juraj Gallo    | 18 | 10 | 8 | 120 | 91 |
| 2022 | 19     | Juraj Gallo    | 7  | 3  | 4 | 45  | 52 |
| 2023 | 18     | Juraj Gallo    | 7  | 4  | 3 | 47  | 40 |
| 2024 | 21     | Jakub Jurkovič | 7  | 1  | 6 | 33  | 60 |

Andorra · Australië · België · Bosnië en Herzegovina · Brazilië · Bulgarije · Canada · China · Chinees Taipei · Denemarken · Duitsland · Engeland · Estland · Filipijnen · Finland · Frankrijk · Georgië · Griekenland · Groot-Brittannië · Guyana · Hongarije · Hongkong · Ierland · IJsland · India · Israël · Italië · Jamaica · Japan · Kazachstan · Kenia · Kirgizië · Kroatië · Letland · Liechtenstein · Litouwen · Luxemburg · Mexico · Nederland · Nieuw-Zeeland · Nigeria · Noorwegen · Oekraïne · Oostenrijk · Polen · Portugal · Puerto Rico · Qatar · Roemenië · Rusland · Saoedi-Arabië · Schotland · Servië · Slovenië · Slowakije · Spanje · Thailand · Tsjechië · Tsjecho-Slowakije · Turkije · Verenigde Staten · Wales · Wit-Rusland · Zuid-Korea · Zweden · Zwitserland